# Șulhî, Mirhorod
Șulhî (în ucraineană Шульги) este un sat în așezarea urbană Komîșnea din raionul Mirhorod, regiunea Poltava, Ucraina.

## Demografie
Componența lingvistică a localității Șulhî
     Ucraineană (99%)
     Alte limbi (1%)
Conform recensământului din 2001, majoritatea populației localității Șulhî era vorbitoare de ucraineană (99%), existând în minoritate și vorbitori de alte limbi.